# Россвілл (Індіана)
Россвілл (англ. Rossville) — місто (англ. town) в США, в окрузі Клінтон штату Індіана. Населення — 1508 осіб (2020).

## Географія
Россвілл розташований за координатами 40°25′12″ пн. ш. 86°35′44″ зх. д. / 40.42000° пн. ш. 86.59556° зх. д. (40.419970, -86.595475).  За даними Бюро перепису населення США в 2010 році місто мало площу 1,36 км², уся площа — суходіл.

## Демографія
Згідно з переписом 2010 року, у місті мешкали 1653 особи в 611 домогосподарстві у складі 451 родини. Густота населення становила 1216 осіб/км².  Було 652 помешкання (480/км²).
Расовий склад населення:
| - 97,5 % — білих - 0,5 % — азіатів - 0,4 % — чорних або афроамериканців - 0,2 % — корінних американців |

До двох чи більше рас належало 0,8 %. Частка іспаномовних становила 0,8 % від усіх жителів.
За віковим діапазоном населення розподілялося таким чином: 26,0 % — особи молодші 18 років, 55,1 % — особи у віці 18—64 років, 18,9 % — особи у віці 65 років та старші. Медіана віку мешканця становила 39,6 року. На 100 осіб жіночої статі у місті припадало 83,5 чоловіків;  на 100 жінок у віці від 18 років та старших — 81,1 чоловіків також старших 18 років.
Середній дохід на одне домашнє господарство  становив 54 064 долари США (медіана — 48 580), а середній дохід на одну сім'ю — 55 228 доларів (медіана — 51 083). Медіана доходів становила 49 868 доларів для чоловіків та 25 365 доларів для жінок. За межею бідності перебувало 14,8 % осіб, у тому числі 28,9 % дітей у віці до 18 років та 2,9 % осіб у віці 65 років та старших.
Цивільне працевлаштоване населення становило 625 осіб. Основні галузі зайнятості: освіта, охорона здоров'я та соціальна допомога — 29,0 %, виробництво — 25,3 %, роздрібна торгівля — 9,1 %, будівництво — 6,6 %.